# Feliks z Nikozji
Feliks z Nikozji, właśc. Giacomo Amoroso (ur. 5 listopada 1715 w Nikozji, zm. 31 maja 1787 tamże) – włoski kapucyn działający na rzecz osób biednych i analfabetów, franciszkański tercjarz i założyciel Zgromadzenia Sióstr św. Józefa (CSSJ), święty Kościoła katolickiego.

## Życiorys
Feliks urodził się, jako syn Filippo Amoroso i Carmela Pirro w Nikozji, na Sycylii. Ochrzczonemu tego samego dnia, nadano imiona Filip Jakub. Jego ojciec był szewcem, zmarł wcześnie, zostawiając żonę z trojgiem dzieci. Rodzina Feliksa była uboga ale bardzo pobożna. Jako młody chłopiec, Feliks pracował w warsztacie szewca Giovanniego Cavarelli, położonego blisko klasztoru Kapucynów, często odwiedzał ich wspólnotę, poznawał braci i podziwiał ich drogę życia. Zafascynowało go ich życie: radosna surowość, wyzwalające ubóstwo, pokuta i modlitwa, miłość i duch misyjny mnichów.
W wieku 20 lat poprosił Ojca Prowincjała Mesyny przez przełożonego klasztoru w Nikozji aby przyjął go do zakonu jako brata. Jak większość sycylijskich chłopców w tamtych czasach, nigdy nie chodził do szkoły a jako analfabeta nie mógł zostać klerykiem, również powołanie na brata zakonnego bardziej odpowiadało jego pokornej, prostej naturze. Prośba była powtarzana przez osiem kolejnych lat, i za każdym razem spotykała się z odmową. Nie zniechęcał się jednak, nigdy nie próbował wstąpić do podobnego zakonu. W 1743 r. Feliks osobiście prosił Prowincjała, który wizytował wówczas Nikozję, o przyjęcie i uzyskał zgodę.
10 października 1743 rozpoczął roczny nowicjat w klasztorze w Mistretta, przyjmując imię Brata Feliksa. Biografowie mówią, że wyróżniał się umiłowaniem posłuszeństwa, anielską czystością, umiłowaniem umartwienia i prawdziwie seraficką cierpliwością. Śluby złożył 10 października 1744 r.
Zaraz po profesji przełożeni wysłali go do klasztoru w Nikozji chociaż nie było praktykowane, aby wysyłać młodego zakonnika do jego rodzinnego miasta. Istniało bowiem niebezpieczeństwo, że mógłby poświęcać czas krewnym i znajomym. Ale przełożeni uznali, że pobyt w rodzinnym mieście nie zaszkodzi jego duchowemu wzrostowi.
Feliks przyjął za swoją maksymę św. Franciszka, że zakonnik powinien żyć na tej ziemi jak pielgrzym i obcy, niczego na ziemi nie nazywając swoim, ani domu, ani miejsca, ani niczego innego.
Jego zadaniem było zbieranie jałmużny. Codziennie szedł ulicami, pukając do domów bogatych ludzi zapraszając ich do dzielenia się majątkiem i do skromnych domków biedaków, ofiarując im wsparcie w potrzebach dnia codziennego. Cichy, pogodny i dyskretny, zawsze podziękował, gdy cokolwiek otrzymał, a gdy został szorstko odprawiony odpowiadał: Niech tak będzie z miłości do Boga.
Brat Feliks nie umiał pisać ani czytać, nie przeszkadzało mu to w zgłębianiu nauki chrześcijańskiej. Czego nie mógł nauczyć się czytając Pismo Święte, uczył się na pamięć. Dokładał wszelkich starań, by przyswoić sobie fragment Pisma Świętego oraz budujących ksiąg, które czytano przy stole w klasztorze. Nie przepuszczał okazji, aby słuchać kazań w kościołach Nikozji.
Miał nabożeństwo do ukrzyżowanego Chrystusa. Każdego piątku kontemplował mękę i śmierć Jezusa. W marcu w piątek pościł o chlebie i wodzie oraz klęczał na chórze z rozpostartymi ramionami, medytując przed krzyżem. Szczególna cześć dla Eucharystii pozwalała mu spędzać godziny przed tabernakulum, nawet po ciężkim dniu. Okazywał czułe nabożeństwo dla Matki Bożej.
Gdy był już starszy i osłabiony fizycznie z powodu pokuty i umartwień, zwolniono go z wszelkich obowiązków; był wtedy zawsze gotowy do każdego rodzaju posługi zwłaszcza dla chorych braci w klasztornej infirmerii. Im bardziej znikały jego siły, tym mocniej koncentrował się na Bogu i radosnym, prostym posłuszeństwie.
Pod koniec maja, 1787, gdy pracował w ogrodzie, nagle zmogła go duża gorączka. Mimo opieki lekarskiej zmarł 31 maja 1787 roku.

## Kult
Feliks został beatyfikowany przez papieża Leona XIII 12 lutego 1888, po 16.letnim procesie beatyfikacyjnym. Kanonizacji dokonał Benedykt XVI 23 października 2005.
Wspomnienie liturgiczne św. Feliksa w Kościele katolickim obchodzone jest 31 maja.
 Zakon Braci Mniejszych Kapucynów wspomina świętego 2 czerwca.